# Juha Sipilä
Juha Petri Sipilä, výslovnost: [ˈjuhɑ ˈsipilæ]IPA, (* 25. dubna 1961 Veteli) je finský politik, předseda Strany středu a v letech 2015–2019 předseda vlády Finska, když v roli volebního lídra dovedl stranu k vítězství v dubnových parlamentních volbách 2015.

## Profesní kariéra
Ve firmě Lauri Kuokkanen Ltd. pracoval jako manažer v oddělení vývoje výrobků. Od roku 1992 byl výkonným ředitelem společnosti Solitra Oy, jejímž většinovým vlastníkem se stal o dva roky později. Americké společnosti ADC Telecommunications ji odprodal v roce 1996.
V roce 1998 založil vlastní firmu Fortel Invest Oy a mezi lety 2002–2005 působil jako výkonný ředitel Elektrobit Oyj.

## Politika

### Poslanec a předseda strany
Během studentských let pracoval na částečný úvazek pro Stranu středu. Do zvolení poslancem v parlamentních volbách 2011, počtem 5 543 hlasů, neměl žádnou politickou praxi. Předsedou finského parlamentu se stal 28. dubna 2015 na jednoměsíční – povolební – období.
V dubnu 2012 oznámil úmysl kandidovat na předsedu strany, kterým se stal na volebním kongresu 9. června téhož roku. Ve druhém kole porazil Tuoma Puumalu poměrem 1251–872 hlasů delegátů.

### Předseda vlády
Z pozice lídra vedl stranu do dubnových parlamentních voleb 2015, v nichž si Strana středu polepšila o 14 křesel s celkovým ziskem 40 mandátů. Výsledek znamenal volební vítězství. Sipilä obdržel 30 758 hlasů, nejvyšší počet ze všech kandidujících. Následně se ujal rozhovorů o sestavení nové vlády.
Prezident republiky Sauli Niinistö jmenoval jím vedený centropravicový kabinet 29. května 2015, na němž participovaly tři koaliční subjekty. Strana středu obsadila šest křesel a Praví Finové i Národní koaliční strana získaly po čtyřech ministerstvech. Pravicoví populisté Praví Finové tak poprvé v historii usedli do vlády. Ve 200členném jednokomorovém parlamentu koalice disponovala většinou 124 křesel.

## Osobní život
Narodil se roku 1961 v obci Veteli, ležící v provincii Střední Pohjanmaa. V roce 1980 složil maturitu (ylioppilastutkinto). O šest let později získal inženýrský titul na Univerzitě v Oulu.
Do manželství s Minnou-Maariou Sipiläovou se narodilo pět dětí. Nejmladší syn Tuomo Sipilä (nar. 1993) zemřel 18. února 2015 na pooperační komplikace. V důsledku úmrtí přerušil Sipilä kampaň před nadcházejícími dubnovými parlamentními volbami.
V soukromém životě jezdí v automobilech na dřevoplyn. Tato preference vyústila do založení společnosti Volter Oy na výrobu dřevoplynu z dřevěné štěpky, spalovaného v kogenerační jednotce.
Řadí se ke členům laestadianismu na obrodu luteránství, ačkoli se sám za laestadiana nepovažuje.